# Bakkashot
Les bakkashot (hébreu : בקשות « requêtes ») sont des pièces liturgiques juives assez similaires aux seli'hot mais de champ plus large. Récitées tout au long de l’année, elles prennent une importance nouvelle dans le rituel séfarade, en particulier dans les communautés d’Alep et de Jérusalem, où les orants se réunissent à l’aube pour les chanter avant l’office du matin.